# بادبادک (فیلم ۲۰۱۴)
بادبادک (انگلیسی: Kite) فیلمی در ژانر اکشن به کارگردانی رالف زیمان و محصول سال ۲۰۱۴ آفریقای جنوبی است. فیلم‌نامه این فیلم توسط برایان کاکس بر اساس نسخه سانسور شده انیمه‌ای به همین نام محصول سال ۱۹۹۸ به رشته تحریر درآمده است. از بازیگران آن می‌توان به ایندیا آیسلی، کالان مک‌اولیف و ساموئل ال. جکسون اشاره کرد.

## داستان
زنی جوان به نام ساوا (ایندیا آیسلی) که پدرش توسط یک قاتل کشته شده است، تمام دغدغه‌اش گرفتن انتقام است. اما او باید به کمک شریک زندگی‌اش این کار را انجام دهد که…